# Surfers Paradise Street Circuit
Der Surfers Paradise Street Circuit ist ein temporärer Straßenkurs für Motorsportrennen in Gold Coast, Queensland, Australien.

## Geschichte

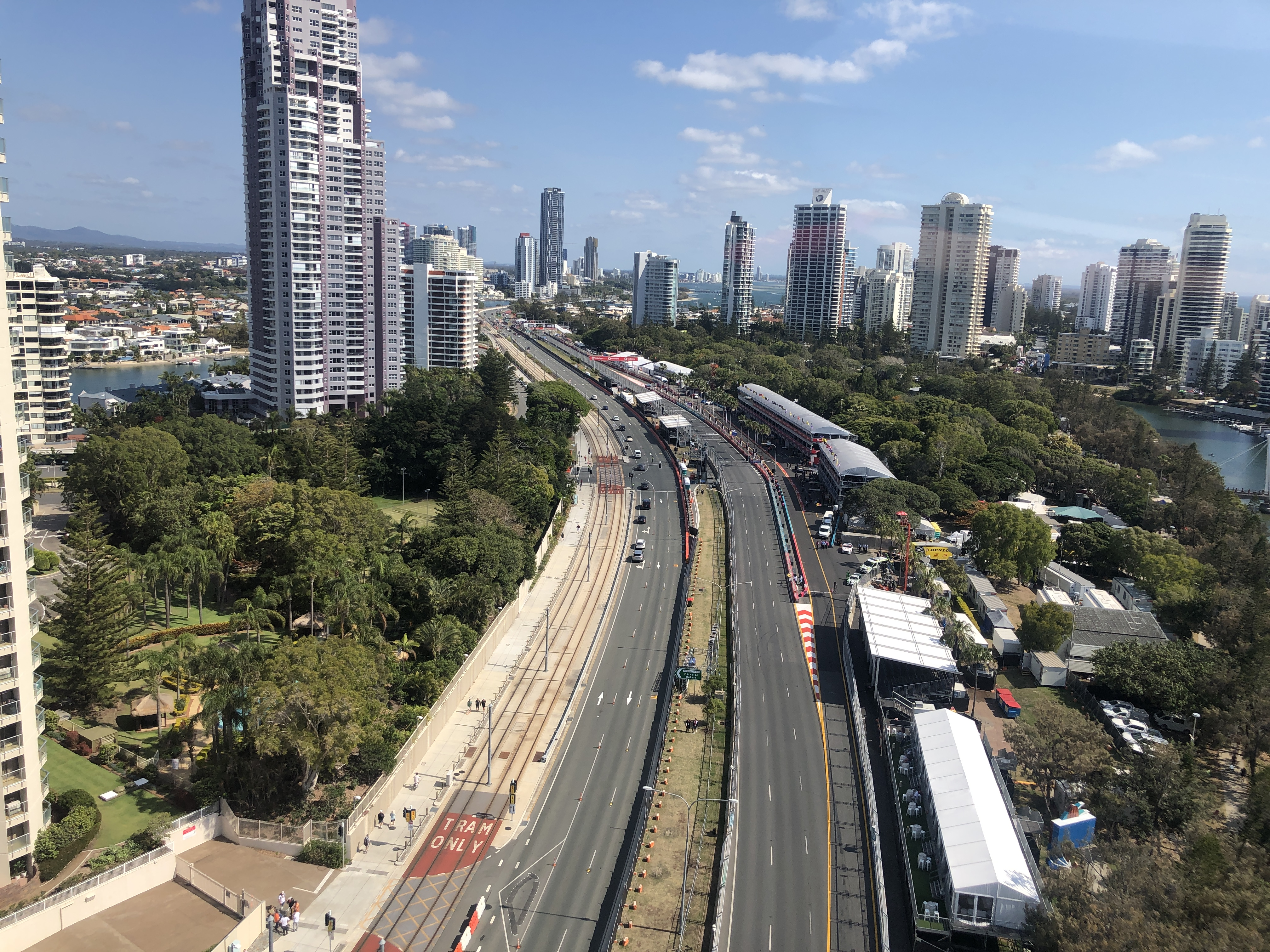
Luftbild der Start-Zielgerade des Surfers Paradise Street Circuit (Sicht entgegen der Fahrtrichtung) 2019

Die Strecke wurde für die Indy Car World Series entworfen, die dort 1991 ihr erstes Rennen austrug. Bis 2009 besaß die damals 4,47 km lange, herausfordernde Strecke mehrere schnelle Abschnitte und vier Schikanen.
Die Strecke wurde für den Bau eines neuen Straßenbahnsystems 2010 gekürzt. Andernfalls hätte die Strecke die Gleise gekreuzt. Außerdem wurden dadurch die Kosten für die Veranstaltung der Rennen gesenkt.

## Streckenbeschreibung
Die Rennstrecke ist 2,96 km lang. Sie liegt unmittelbar an der Küste und verläuft durch die Stadtteile Surfers Paradise und Main Beach.
Sie war zum Zeitpunkt ihrer Eröffnung nach dem Lowood Airfield Circuit (1946–66), dem Southport Street Circuit (1954), dem Lakeside International Raceway (1961), dem Surfers Paradise International Raceway (1966–1987), und dem Morgan Park Raceway (1969) die sechste Rennstrecke in Queensland.

## Veranstaltungen
Von 1991 bis 2008 war die einmal jährlich eingerichtete Strecke Austragungsort des Gold Coast Indy 300, das von der nordamerikanischen Champ-Car-Serie ausgetragen wurde.
Seit 1999 finden auch V8 Supercar-Rennen auf der Strecke statt.